# Kolponen
Kolponen är en sjö i kommunen Nyslott i landskapet Södra Savolax i Finland. Sjön ligger 92,1 meter över havet. Arean är 2,82 kvadratkilometer och strandlinjen är 27,08 kilometer lång. Sjön  ingår i Vuoksens huvudavrinningsområde.   Den ligger omkring 89 kilometer öster om S:t Michel och omkring 290 kilometer nordöst om Helsingfors. 
I sjön finns öarna Jussinsaari, Ingansaari, Kuokkasaari, Kuoresaari, Mustasaari, Jänissaari, Tervasaari, Korkiasaari och Kalmaluodot. 